# CAVOK Air
CAVOK Air або CAVOK Airlines — авіакомпанія, яка базується в Києві. Виконує вантажні перевезення.

## Історія
Авіакомпанія була створена у 2011 році. Почала свою діяльність 26 квітня 2012, після отримання сертифікату Державної авіаційної служби України.

## Сфера діяльності
- Спеціальні вантажні перевезення;
- Цілодобове перевезення чартерних вантажів;
- Планування та забезпечення польотів;
- Отримання дипломатичних та спеціальних дозволів.

## Флот

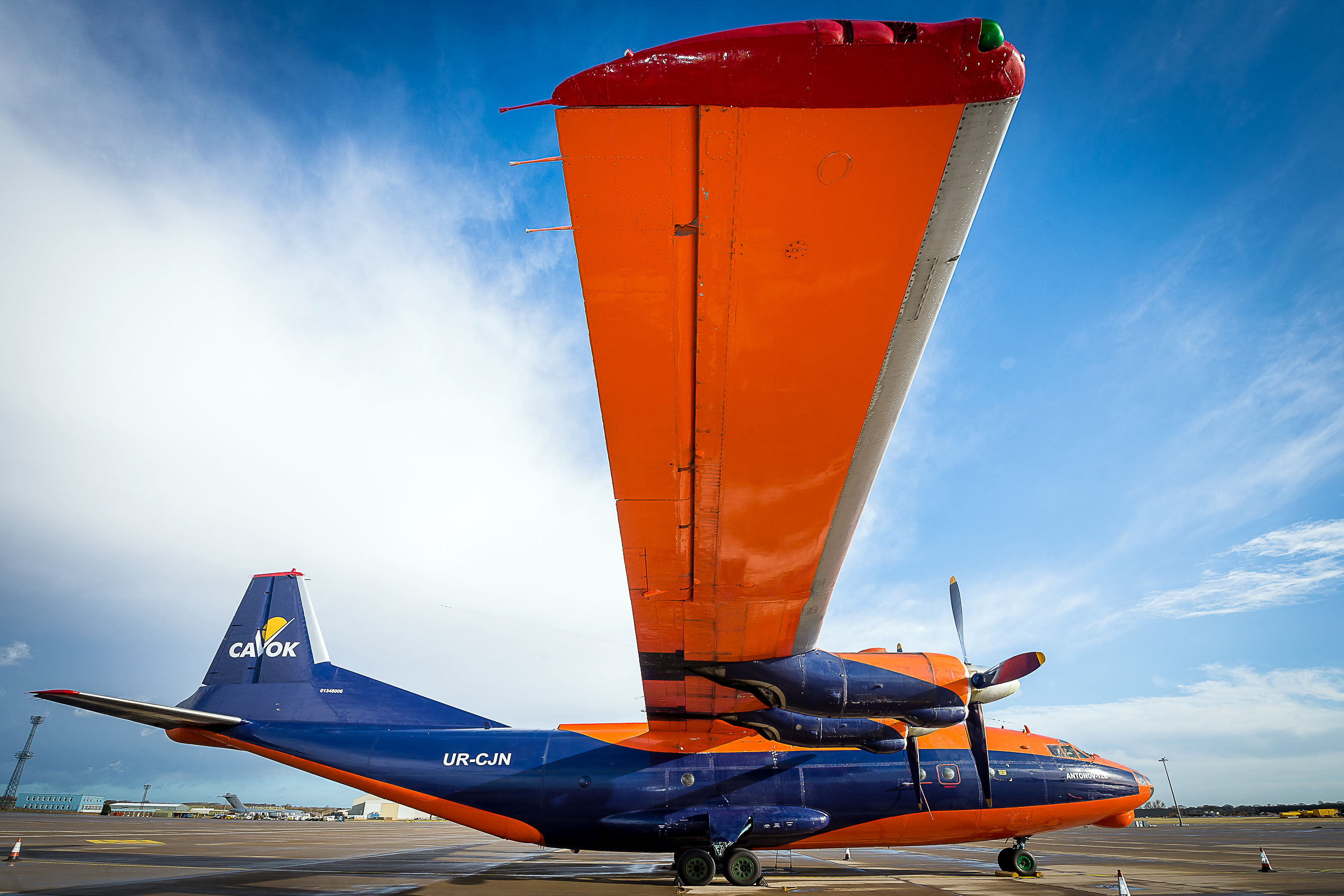
Aн-12Б авікомпанії CAVOK Air

Станом на червень 2021 року флот авіакомпанії налічував 7 літаків Ан-12Б

## Аварії та інциденти
29 липня 2017 р. Ан-74ТК100 UR-CKC розбився при зльоті з Міжнародного аеропорту Сан-Томе і був пошкоджений, не підлягаючи ремонту. Було повідомлено, що літак залетів у зграю птахів, котрі пошкодили двигуни. Пілоти намагались припинити зліт, але не змогли, і літак з'їхав зі злітної смуги і був сильно пошкоджений.